# Gnorimoschema
Gnorimoschema är ett släkte av fjärilar som beskrevs av August Busck 1900. Gnorimoschema ingår i familjen stävmalar.

## Dottertaxa tillGnorimoschema, i alfabetisk ordning[1][2]
- Gnorimoschema alaricella
- Gnorimoschema alaskense
- Gnorimoschema albangulata
- Gnorimoschema albimarginella
- Gnorimoschema ambrosiaeella
- Gnorimoschema antiquum
- Gnorimoschema aurimaculella
- Gnorimoschema baccharisella
- Gnorimoschema banksiella
- Gnorimoschema batanella
- Gnorimoschema bodillum
- Gnorimoschema boerneri
- Gnorimoschema brunneomaculella
- Gnorimoschema busckiella
- Gnorimoschema ceasiella
- Gnorimoschema charcoti
- Gnorimoschema cinctipunctella
- Gnorimoschema collinella
- Gnorimoschema collinusella
- Gnorimoschema compsomorpha
- Gnorimoschema contraria
- Gnorimoschema coquillettella
- Gnorimoschema cyceonodes
- Gnorimoschema diabolicella
- Gnorimoschema discomaculella
- Gnorimoschema dudiella
- Gnorimoschema elbursicum
- Gnorimoschema emancipata
- Gnorimoschema epithymella
- Gnorimoschema ericameriae
- Gnorimoschema eucausta
- Gnorimoschema faustella
- Gnorimoschema fennicella
- Gnorimoschema florella
- Gnorimoschema gallaeasterella
- Gnorimoschema gallaeasteris
- Gnorimoschema gallaediplopappi
- Gnorimoschema gallaesolidaginis
- Gnorimoschema gibsoniella
- Gnorimoschema glauca
- Gnorimoschema grisella
- Gnorimoschema hackmani
- Gnorimoschema herbichi
- Gnorimoschema herbichii
- Gnorimoschema hoefneri
- Gnorimoschema ilyella
- Gnorimoschema inexperta
- Gnorimoschema kamchaticum
- Gnorimoschema klotsi
- Gnorimoschema lipatiella
- Gnorimoschema marmorella
- Gnorimoschema milleriella
- Gnorimoschema minor
- Gnorimoschema mongoliae
- Gnorimoschema mongolorum
- Gnorimoschema montanum
- Gnorimoschema motasi
- Gnorimoschema nordlandicolella
- Gnorimoschema octomaculella
- Gnorimoschema pallidochrella
- Gnorimoschema parentesella
- Gnorimoschema pazsiezkyi
- Gnorimoschema pedmontella
- Gnorimoschema pusillella
- Gnorimoschema radkevichi
- Gnorimoschema robustella
- Gnorimoschema salinaris
- Gnorimoschema saphirinella
- Gnorimoschema semicyclionella
- Gnorimoschema septentrionella
- Gnorimoschema serratipalpella
- Gnorimoschema simpliciella
- Gnorimoschema siskiouense
- Gnorimoschema soffneri
- Gnorimoschema splendoriferella
- Gnorimoschema sporomochla
- Gnorimoschema steueri
- Gnorimoschema streliciella
- Gnorimoschema strelitziella
- Gnorimoschema subterranea
- Gnorimoschema syrphetopa
- Gnorimoschema tengstroemi
- Gnorimoschema tengstroemiella
- Gnorimoschema terracottella
- Gnorimoschema triocellella
- Gnorimoschema valesiella
- Gnorimoschema washingtoniella
- Gnorimoschema vastifica
- Gnorimoschema versicolorella
- Gnorimoschema vibei